# Chemin de fer d'Aïn Beïda à Khenchela
Le chemin de fer d'Aïn Beïda à Khenchela est une ligne de chemin de fer d'intérêt local à  voie métrique située en Algérie dans l'ancien département de Constantine. En 1917, la ligne est intégrée au réseau de la Compagnie des chemins de fer algériens de l'État. 

## La ligne
- Aïn Beïda - Khenchela : (52,711 km) ouverture le 10 juin 1905[2]

## Gare de jonction
- Gare de Aïn Beïda : avec la Compagnie de l'Est algérien